# Heliotropium ventricosum
Heliotropium ventricosum är en strävbladig växtart som beskrevs av Robert Brown. Heliotropium ventricosum ingår i Heliotropsläktet som ingår i familjen strävbladiga växter. Inga underarter finns listade i Catalogue of Life.